# Habikino
Habikino (羽曳野市?, Habikino-shi) è una città di 120 894 abitanti situata nella prefettura di Ōsaka, in Giappone. La città è stata fondata il 15 gennaio 1959.